# Marcgravia
Marcgravia es un género  de bejucos perteneciente a la familia Marcgraviaceae. Comprende 102 especies descritas y de estas, solo 62 aceptadas.

## Descripción
Son bejucos. Tiene hojas dísticas, marcadamente dimorfas, aquellas de los tallos estériles y trepadores orbiculares a suborbiculares, muy reducidas y aplicadas al substrato, aquellas de los tallos fértiles y patentes mucho más grandes, 2 o más veces más largas que anchas. Inflorescencias umbeladas o corto racemosas; flores 4-meras; pétalos completamente fusionados, cayendo como una unidad en la antesis; estambres 10 a numerosos; flores subapicales fértiles y sin nectarios, flores centrales (apicales) muy reducidas y generalmente estériles, con nectarios bien desarrollados.

## Distribución y hábitat
Un género con unas 60 especies distribuido en los bosques muy húmedos neotropicales.

## Taxonomía
El género fue descrito por Carlos Linneo y publicado en Species Plantarum 1: 503. 1753. La especie tipo es: Marcgravia umbellata
Etimología
Marcgravia: nombre genérico que fue otorgado en honor del botánico Georg Marcgraf.

## Especies
| - Marcgravia acuminata - Marcgravia affinis - Marcgravia ampulligera - Marcgravia angustifolia - Marcgravia atropunctata - Marcgravia brachysepala - Marcgravia brittoniana - Marcgravia brownei - Marcgravia cacabifera - Marcgravia calcicola - Marcgravia caudata - Marcgravia comosa - Marcgravia cordachida - Marcgravia cordachidia - Marcgravia coriacea - Marcgravia corumbensis - Marcgravia crassicostata - Marcgravia crassiflora - Marcgravia crenata - Marcgravia cuneifolia - Marcgravia cuspidata - Marcgravia cuyuniensis - Marcgravia cyrtogastra - Marcgravia cyrtonota - Marcgravia dasyantha - Marcgravia domingensis - Marcgravia dubia - Marcgravia eichleriana - Marcgravia elegans - Marcgravia evenia - Marcgravia flagellaris - Marcgravia fosbergiana - Marcgravia gentlei - Marcgravia goudotiana - Marcgravia gracilis - Marcgravia grandifolia - Marcgravia guatemalensis - Marcgravia hartii - Marcgravia helverseniana - Marcgravia leticiana - Marcgravia lineolata - Marcgravia longifolia - Marcgravia macrocalyptra - Marcgravia macrocarpa - Marcgravia macrophylla - Marcgravia magnibracteata - Marcgravia maguirei - Marcgravia membranacea - Marcgravia mexicana - Marcgravia micrantha - Marcgravia monogyna - Marcgravia myriostigma - Marcgravia nepenthoides |  | - Marcgravia nervosa - Marcgravia neurophylla - Marcgravia nubicola - Marcgravia oblongifolia - Marcgravia obovata - Marcgravia octandra - Marcgravia oligandra - Marcgravia panamensis - Marcgravia paradoxa - Marcgravia parviflora - Marcgravia patellulifera - Marcgravia peduncularis - Marcgraavia peduncularis - Marcgravia pedunculosa - Marcgravia pentandra - Marcgravia picta - Marcgravia pittieri - Marcgravia polyadenia - Marcgravia polyantha - Marcgravia punctifolia - Marcgravia purpurea - Marcgravia rectiflora - Marcgravia roonii - Marcgravia roraimae - Marcgravia roraimensis - Marcgravia rubra - Marcgravia salicifolia - Marcgravia schippii - Marcgravia serrae - Marcgravia sintenisii - Marcgravia sororopaniana - Marcgravia spiciflora - Marcgravia sprucei - Marcgravia stenonectaria - Marcgravia steyermarkii - Marcgravia stonei - Marcgravia strenua - Marcgravia subcaudata - Marcgravia subcordata - Marcgravia tobagensis - Marcgravia tonduzii - Marcgravia trianae - Marcgravia trinitatis - Marcgravia umbellata - Marcgravia urophylla - Marcgravia waferi - Marcgravia weberbaueri - Marcgravia williamsii - Marcgravia wittmackiana - Marcgravia wrightii - Marcgravia yukunarum - Marcgravia zonopunctata |  |